# Kodak Alaris
Kodak Alaris är ett brittiskt företag som består av två divisioner: "Alaris", hårdvara och mjukvara för digital bildbehandling och informationshantering; och "Kodak Moments", detaljhandelskiosker för utskrift av fotografier och försäljning och marknadsföring av traditionell fotografisk film. Företaget har sitt huvudkontor i Hemel Hempstead, Hertfordshire.
Företaget delar ägandet av varumärket Kodak med Eastman Kodak Company (vanligtvis känt som Kodak).

## Divisionen Alaris
Alaris fokuserar på insamling och hantering av affärsinformation. Det hade år 2022 intäkter på 196 miljoner och sysselsatte 700 anställda.

## Kodak Moments
Kodak Moments tillhandahåller självbetjäningskiosker för detaljhandeln, som gör det möjligt för konsumenter att göra utskrifter av digitala bilder och fotoprodukter som tryckta muggar, och åtar sig försäljning och marknadsföring av Kodaks stillfilm producerad av Eastman, Rochester, New York. Kioskmaskinerna kommer från originaltillverkare och monteras för Kodak Alaris av företag i USA och Tyskland. Förbrukningsvaror tillverkas av Kodak Alaris anläggning i USA och leverantör i Tyskland.

## Fotografisk film
Kodak Alaris har rättigheten till försäljning, marknadsföring och distribution av Kodak-märkta stillfilmsprodukter. Film produceras som 35 mm, 120 och bladfilm. Intresset för filmfotografering ökade under andra decenniet av 2000-talet, vilket orsakade en brist på film över hela världen.
Tillverkaren Eastman Kodaks huvudsakliga verksamhet fortsätter att vara produktion av rörlig film och industrifilmer, där företaget behåller kontrollen över försäljning och distribution. Men på grund av brist på stillfilmer har film även gjorts tillgänglig för konsumenter av företag som Flic Film och Cinestill.